# Esteve II d'Ibèria
Esteve II o Stephanos II (en georgià: სტეფანოზ II, Step'anoz II) fou un príncep-primat d'Ibèria i eristavi hereditari de Kakhètia de la dinastia dels Cosròides que regna de 637/642 a 650 segons la cronologia rectificada de Cyril Toumanoff. Aquest Esteve II d'Ibèria és Esteve I de Kakhètia o mai havia regnar cap Esteve abans.

## Biografia
Fill i successor d'Adarnases I d'Ibèria i Kakhètia, Stephanos va prosseguir la política pro-romana d'Orient del seu pare i probablement va rebre de l'emperador el títol de « patrici ». Tanmateix, el 645, es va veure forçat a reconèixer al Califa com el seu sobirà quan els àrabs arribaren a Geòrgia. Va morir el 650 i el va succeir Adarnases II d'Ibèria i Kakhètia.

## Cronologia
La cronologia de les diferents versions de la Crònica georgiana no revela per un període de 147 anys compresos entre 639 i 786 més que els regnats de tres generacions de reis : Esteve o Stephanos II d'Ibèria (639-663), els seus dos fills Mihr (Mirian) i Artxil de Kakhètia (663-748), i dels seus dos nets (fills d'Artxil) Joan i Juanxer (718-786).
El caràcter irreal d'una tal successió ha portat Cyril Toumanoff a efectuar una revisió de la cronologia sobre la base de la fixació de la data de la mort del rei Artxil I de Kakhètia el màrtir el 786 i a considerar el fet que Esteve o Stéphanos II i els seus descendents directes no regnaven pas sobre el conjunt d'Ibèria sinó només sobre Kakhètia.

## Epigrafia controvertida
La placa exterior de l'església de la Santa Creu de Mtskheta menciona els principals constructors d'aquesta església : « el Patrici Step'anoz », « el hypatos Demetri » i « el hypatos Adrnerses », que eren tradicionalment identificats amb Stephanos I (Esteve I d'Ibèria), el seu germà Demetri i Adarnases I d'Ibèria. Tanmateix, en un estudi portat pel professor Cyril Toumanoff, aquest últim proposa, del fet de la reputació d'impietat del Guaràmide Esteve I subratllada per les Cròniques i confirmada per la seva aliança amb els Sassànides, d'identificar aquests personatges amb Esteve II d'Ibèria (Stéphanos II), Demétri i Adarnases II dIbèria.

## Descendència
Segons la Crònica georgiana, hauria tingut dos fils :
- Mihr o Mirian de Kakhètia, príncep de Kakhètia ;
- Artxil de Kakhètia, príncep de Kakhètia.

Segons la cronologia rectificada de Cyril Toumanoff, un sol :
- Adarnases II d'Ibèria, príncep-primat d'Ibèria i pare d'Esteve II que després fou el pare dels prínceps de Kakhètia Mirian o Mihr i Artxil.